# 2013年フィリピン公船による台湾漁民銃撃事件
2013年フィリピン公船による台湾漁民銃撃事件、廣大興28號事件は、2013年5月9日、台湾とフィリピン双方が排他的経済水域（EEZ）を主張する海域で、台湾漁船がフィリピン沿岸警備隊による銃撃で船員1人が死亡した事件。

## 概要
2013年5月9日、台湾とフィリピン双方が排他的経済水域（EEZ）を主張する海域で、台湾漁船「広大興28号」がフィリピン沿岸警備隊による銃撃を受け、「広大興28号」の船員4人のうち、1人が死亡した。
台湾は、フィリピンに正式な謝罪、賠償、関係者の処罰、台湾・フィリピン間の漁業協議着手を要求したが、フィリピンの対応について「誠意が認められない」として、5月15日にフィリピン人労働者の就労申請凍結などの制裁措置を発動。同日、フィリピン大統領ベニグノ・アキノ3世は個人名義で被害者に「深い哀悼の意と謝罪」を表明したが、台湾はフィリピンが要求全てに応じていないとして、経済交流の中止や渡航自粛勧告などの追加制裁を行なった。
‘

## 争点

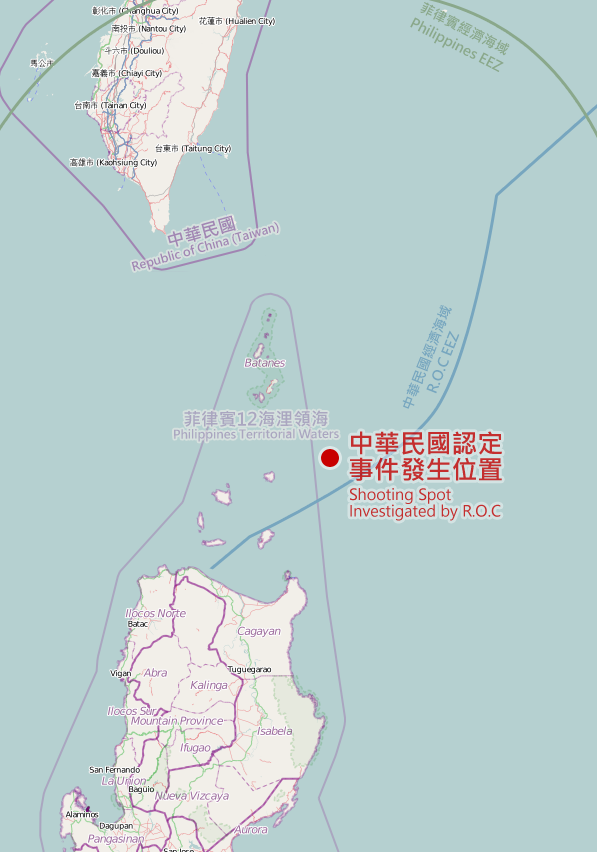
台湾漁民銃撃事件場所

- フィリピン側は、漁船は公船に衝突しようとしたため、エンジンの動力を失わせるためやむを得ず射撃したとしている。
  - 台湾側の検証によると、漁船には衝突した痕跡などが見つからず、そして漁船これを否定した。
  - 台湾側は事件当時のビデオの公開を求めているが、フィリピン側は応じていない。

- フィリピン側は、射撃は漁船の逃走を止めるため、エンジンのある操縦室に2発撃った。船員の死については「意図的行為ではない」と主張した。
  - 事件当時、漁船と台湾の沿岸警備隊との連絡記録によると、フィリピン公船は一時間に渡り、銃撃と追跡を続けていた。
  - 台湾側の検証によると、漁船には50箇所以上の弾痕が見つかっており、それにほとんどの弾痕は船員が隠れる場所で発見されたことによって、故意による「血も涙もない殺人行為だ」に認定している。[5]

- 台湾側は、たとえ領海侵入や違法行為があるとしても、武力を使っていない以上、国連海洋法条約により公船は武器を使うべきではないと、フィリピンの国際海洋法違反疑惑を主張した。
  - 一方、フィリピン大統領府報道官は「どの条項に違反したというのかい」と認めていない。
    - これについて、台湾側はフィリピン政府の長い期間に渡る海上での過度公務行使や、人の命に対する粗末な扱いを指摘した。

- フィリピン側は、事件現場はフィリピンの領海だと主張し、違法操業を拿捕していたと主張した。
  - 台湾側の発表では、漁船のＧＰＳ記録などにより、現場は台湾とフィリピン双方が排他的経済水域（EEZ）を主張している海域。
  - 過去数十年、台湾側はEEZについて議論するようフィリピンに求めてきた一方、フィリピン側は「一つの中国」政策などを言い訳に、台湾は締約すべくまともな相手ではないとし、これを拒否し続けた。その故、該当海域のこういった衝突は頻繁に起こっている。

- フィリピン側は、5月15日に、フィリピン大統領ベニグノ・アキノ3世は個人名義で被害者に「深い哀悼の意と謝罪」を表明した。
  - 一方、台湾側は、これがフィリピンの公務員による殺害事件であり、政府名義での謝罪と賠償を強く要求した。

- 事件が発生した初期は、以下の理由により両国の間の温度差が大きく、交渉難航の原因となっている。
  - 事件当日、フィリピン国内は大型選挙の終盤に入り、政府の要員は選挙活動中で不在が多く、事件の対応を遅れた。結局、台湾民衆の不信感を招いた。
  - フィリピン大統領府の女性報道官が記者会見で満面の笑みを浮かべていた、中継を見た台湾民衆の怒りを買った。[6]
  - 事件早期、フィリピンの政府筋はメディアに対し、一つの中国原則に基づき国交のない台湾に謝罪すべきではないと言及し、台湾の世論的に大顰蹙を買った。
  - フィリピン国内の治安が悪く、死亡事件が茶飯事のように頻繁に発生しており、フィリピンの世論では「ただ一人が死んだだけで大したことじゃないし台湾は大げさだ」という考え方が強い。
  - 一方、中国など諸国と争っている南シナ海諸問題に対し強硬姿勢を取って高支持率を得たベニグノ・アキノ3世としては、海洋利益に関わる問題だけに、台湾に全面謝罪など政治上できないという見方もある。
  - 台湾をあたかも自国領としている立場の中国は、台湾と共闘するコメントを出すなど、台湾に恩を売りながら、南シナ海の領土問題で対立しているフィリピンに圧力をかけ、事件を複雑化している。